# Eulenburgprocessen
Eulenburgprocessen var en serie rättsprocesser åren 1907 och 1909 i Tyskland. Gemensam nämnare för processerna var beskyllningar om homosexualitet i kejsar Wilhelm II:s närhet, och väckte därvid sensation. Skandalen avslöjades 27 oktober 1906 av publicisten Maximilian Harden i hans tidskrift Die Zukunft.

## Historien
Processernas centralgestalt, greve Philipp av Eulenburg (1847–1921), född i Königsberg, gift år 1875 i Stockholm med grevinnan Augusta Sandels som var dotter till svenske generallöjtnanten greve
Samuel August Sandels och Hedvig Tersmeden, var en preussisk diplomat och en av kejsarens främsta inofficiella rådgivare, från år 1900 upphöjd till Furst zu Eulenburg und Hertefeld, som på grund av politiska motsättningar mellan socialdemokraterna och kejsaren skandaliserades genom avslöjanden om homofili, som var rätt utbredd inom hovet närstående kretsar, och föll i onåd. Senare forskning har visat att Eulenburg egentligen var motståndare till monarkin, men han bekämpade socialdemokratin och i vänsterradikala kretsar var han impopulär.
Eulenburg och andra som samtidigt drabbades av likartade beskyllningar lyckades bevisa sin oskuld, men den pressdebatt som ivrigt följde processen fick ändå stora politiska följder: folkets förtroende för Wilhelm II:s regering minskade samtidigt som kejsaren kom att omges av nya rådgivare. Dessa företrädde en mera offensiv utrikespolitik och militär upprustning till skillnad från Eulenburgs mer moderata linje. Eulenburgprocessen kan därmed anses ha bidragit till uppkomsten av första världskrigets utbrott och därmed indirekt till den stämning i mellankrigstidens Tyskland som ledde fram till tredje riket. Eulenburg utträdde våren 1907 ur statstjänst samtidigt som flera av hans betrodda vänner avlägsnades från hovet.